# バソリー
バソリー（Bathory）は、スウェーデンのエクストリーム・メタル・バンド。サポートのメンバーが何人かいるが、バンドというよりもクォーソン (1966年 - 2004年) 一人によるプロジェクトという性格が強い。活動開始は1983年で、クォーソンが心不全にて38歳で死去した2004年まで活動した。バンド名は「血の伯爵夫人」エリザベート・バートリ（Elisabeth Báthory）にちなむ。

## 音楽性
初期バソリーの音楽スタイルはディスチャージ、G.B.H、エクスプロイテッドといったハードコアパンク・バンドやブラックサバス、モーターヘッドから影響を受けている。この時期の作品は後のブラックメタルに大きな影響を与えることとなった。特にサード・アルバムの『アンダー・ザ・サイン・オブ・ザ・ブラック・マーク』は、今日のブラックメタルの直接の原点と言える。4枚目のアルバム『Blood, Fire, Death』では、それまでのヴェノムに影響を受けた速くて音質の悪いスラッシュメタルから、より荘厳な雰囲気を持つ音楽へと変化を見せはじめる。5枚目のアルバムではその方向性をさらに推し進め、北欧神話のイメージがふんだんに盛り込まれたヴァイキング・メタルの原点になった。

## ディスコグラフィ

### スタジオ・アルバム
- 『バソリー』 - Bathory (1984年)
- 『ザ・リターン』 - The Return...... (1985年)
- 『アンダー・ザ・サイン・オブ・ザ・ブラック・マーク』 - Under the Sign of the Black Mark (1987年)
- Blood Fire Death (1988年)
- Hammerheart (1990年)
- Twilight of the Gods (1991年)
- Requiem (1994年)
- Octagon (1995年)
- Blood on Ice (1996年) – 録音は1989年
- Destroyer of Worlds (2001年)
- Nordland I (2002年)
- Nordland II (2003年)

### コンピレーション・アルバム
- Katalog（2001年) ※ベスト盤
- In Memory of Quorthon（2006年) ※CD3枚+DVD1枚のボックスセット